# Федьковська
Федько́вська (рос. Федьковская) — присілок у складі Нюксенського району Вологодської області, Росія. Входить до складу Городищенського сільського поселення.

## Населення
Населення — 27 осіб (2010; 34 у 2002).
Національний склад (станом на 2002 рік):
- росіяни — 100 %